# Ali Uras
Ali Uras (Sinope, 14 maggio 1923 – Istanbul, 5 maggio 2012) è stato un cestista e dirigente sportivo turco.
Dal 1979 al 1986 è stato presidente del Galatasaray.

## Palmarès
- Campionato turco: 5

Galatasaray: 1947, 1948, 1949, 1950, 1953